# Värtans IK
Der Värtans Idrottsklubb ist ein schwedischer Fußballverein aus Stockholm. Die erfolgreichste Zeit des Klubs in den 1930er Jahren, als die Mannschaft mehrere Jahre in der zweithöchsten Spielklasse antrat.

## Geschichte
Bereits 1911 gründete sich im Vorfeld der Olympischen Sommerspiele von 1912 in Stockholm ein Sportverein im Stockholmer Stadtteil Hjorthagen. Dieser löste sich Anfang der 1920er Jahre aus ökonomischen Gründen auf, im Juli 1924 gründete sich letztlich der heutige Klub.
Zunächst trat die Wettkampfmannschaft von Värtans IK im unterklassigen Ligabereich an, 1935 stieg sie als Staffelsieger vor Reymersholms IK in die zweite Liga auf. Dort erreichte sie in ihrem ersten Jahr hinter Djurgårdens IF und Skärblacka IF als Tabellendritter das beste Ergebnis der Vereinsgeschichte, das nach einem siebten Tabellenplatz in der anschließenden Spielzeit 1938 nochmals wiederholt wurde. Nach mehreren Plätzen im mittleren Tabellenbereich stieg der Klub 1941 gemeinsam mit Nynäshamns IF aus seiner Zweitligastaffel ab, bereits 1944 folgte mit dem Abstieg in die Viertklassigkeit für längere Zeit der Abschied vom höherklassigen Fußball.
1996 noch fünftklassig kehrte Värtans IK mit zwei aufeinander folgenden Aufstiegen zur Spielzeit 1998 in die Drittklassigkeit zurück. Im selben Jahr ließ die Mannschaft aufhorchen, als sie im Landespokal in einem Lokalderby den höherklassig spielenden mehrfachen Meister Djurgårdens IF mit einem 4:0-Erfolg aus dem Wettbewerb schoss. 2002 stieg die Mannschaft wieder ab und spielte zwischenzeitlich nur noch siebtklassig.